# روز ملی استرالیا
روز ملی استرالیا یا Australia Day یاد و خاطرهٔ اولین دسته مهاجران به سرزمین استرالیا در «پورت جکسون»، توسط کاپیتان «آرتور فلیپ» را گرامی می‌دارد. روز ملی استرالیا هر ساله در این کشور، مورخ ۲۶ ژانویه تعطیل رسمی می‌باشد. اما از سوی دیگر تعطیلات رسمی ۲۶ ژانویه، تاریخی است که ناوگان بریتانیایی در سال ۱۷۸۸ به بندر سیدنی سفر کرد تا یک مستعمره با تشکیلاتی برای مجرمان را راه اندازی کند و علیرغم مواجهه با ساکنین، زمین را خالی از سکنه معرفی کرد. برای بسیاری از بومیان استرالیا که نسب خود را در این قاره به ۵۰۰۰۰ سال قبل برمی‌گردانند، این روز 'روز تهاجم' است. بسیاری از معترضان در تظاهرات در سراسر شهرها برای عزاداری در این روز لباس سیاه پوشیده و برخی پرچم بومیان و تابلوهای 'تغییر تاریخ' را حمل می‌کنند. بنای یادبودی که کاپیتان جیمز کوک را به تصویر می‌کشد که باعث استعمار بریتانیا در منطقه شد، یک شبه در ملبورن با رنگ قرمز پوشانده شد. در حالی که روز استرالیا همچنان بحث‌انگیز است، نظرسنجی سال ۲۰۲۲ توسط یک شرکت تحقیقاتی استرالیایی نشان داد که نزدیک به دو سوم استرالیایی‌ها می‌گویند که ۲۶ ژانویه باید 'روز استرالیا' در نظر گرفته شود. بقیه می‌گویند باید «روز تهاجم» باشد.

## تاریخچه
در سال ۱۷۸۷ انگلستان تصمیم به استقرار تشکیلاتی سازمان یافته در نیو ساوث ولز نمود. از اینرو آرتور فلیپ از انگلستان خارج شد و در تاریخ ۲۶ ژانویهٔ سال ۱۷۸۸ پس از یک سفر دریایی نه‌ماهه، به اتفاق همراهان خود، متشکل از ۱۰۳۰ نفر که از این میان ۷۳۶ تن از آنان تبهکار بودند، وارد «پورت جکسون» واقع در نیو ساوث ولز شد. انتقال مجرمان به این ناحیه و بعدها انتقال آنان به دیگر نقاط پراکنده تا سال ۱۸۴۰ ادامه داشت.
تقریباً ۱۸ سال پس از کشف سرزمین استرالیا توسط کاپیتان جیمز کوک، در تاریخ ۲۶ ژانویه ۱۷۸۸ کاپیتان «آرتور فلیپ» و همراهان خود، به منطقه Sydney Cove وارد شدند و نیو ساوث ولز (یا ولز جنوبی جدید) را پایه‌گذاری کردند. آرتور به سمت فرماندار نیو ساوث ولز برگزیده شد و پرچم بریتانیا را در این سرزمین برافراشته ساخت.
بعدها در تمامی ایالتهای استرالیا، از سال ۱۹۳۵ تاکنون روز ۲۶ ژانویه گرامی داشته شد. این روز در سراسر کشور تعطیل رسمی اعلام شده و به رسم یادبود ورود اولین دسته مهاجران به نیو ساث ولز در کشور استرالیا مراسم ویژه‌ای برگزار می‌شود. چنانچه ۲۶ ژانویه هم‌زمان با تعطیلی آخر هفته باشد، این جشن به روز دوشنبهٔ بعد موکول می‌شود.
به هر حال، استرالیایی‌ها معتقدند این روز تنها مختص به ایالت نیو ساوث ولز نیست، بلکه برای تمام ایالتهای استرالیا، این روز نشان تأسیس و تولد این کشور می‌باشد. در این روز در سراسر کشور جشنهایی با مراسمی باشکوه برگزار می‌شود. برخی از این مراسم عبارتند از، بالا بردن پرچم، مسابقات مختلف ورزشی، مسابقات قایقرانی، مراسم آتش بازی، مسابقهٔ پشم چینی و چوب بری، جشنواره‌های مربوط به افراد بومی و کنسرتهای مختلف.